# Cornel Pavlovici
Cornel Pavlovici (2 de abril de 1943 - 8 de enero de 2013) fue un jugador de fútbol rumano que jugó como delantero. Pavlovici jugó durante su etapa futbolística para equipos como el Steaua de Bucarest, ASA Târgu Mureș, FC Argeș Pitești, FC Petrolul Ploiești o el AFC Progresul București. El delantero además jugó 7 partidos con la selección de fútbol de Rumania con la que anotó un total de siete goles. Con su selección, Pavlovici jugó en los Juegos Olímpicos de Tokio 1964 en la competición de fútbol, marcando dos goles en la fase de grupos, aunque posteriormente eliminado en cuartos de final ante Hungría por 0-2.
Pavlovici falleció el 8 de enero de 2013 en Bucarest.

## Estadísticas
- Total de partidos jugados en la Divizia A: 134 partidos - 57 goles.
- Mayor goleador de la Divizia A: (1963–64) - 19 goles.
- Selección sub-23: 8 partidos - 0 goles

## Clubes
| Club                     | País    | Año         |
| ------------------------ | ------- | ----------- |
| Metalul Bucureşti        | Rumania | 1960        |
| Recolta Carei            | Rumania | 1960        |
| Dinamo Baia Mare         | Rumania | 1961        |
| FC Olimpia Satu Mare     | Rumania | 1961        |
| CS Jiul Petroșani        | Rumania | 1962        |
| Viitorul Bucureşti       | Rumania | 1962        |
| Steaua de Bucarest       | Rumania | 1963 - 1966 |
| ASA Târgu Mureș          | Rumania | 1966 - 1968 |
| FC Argeș Pitești         | Rumania | 1968        |
| FC Petrolul Ploiești     | Rumania | 1969        |
| AFC Progresul București  | Rumania | 1969 - 1970 |
| FCM Târgovişte           | Rumania | 1970 - 1972 |
| Fotbal Club Brașov       | Rumania | 1972        |
| FC Drobeta-Turnu Severin | Rumania | 1972 - 1973 |